# Momisis aegrota
Momisis aegrota är en skalbaggsart som beskrevs av Francis Polkinghorne Pascoe 1867. Momisis aegrota ingår i släktet Momisis och familjen långhorningar. Inga underarter finns listade i Catalogue of Life.